# 藤田正大
藤田 正大（ふじた まさひろ、1972年6月10日 -  ）は、茨城県出身の元プロ野球選手（内野手）。

## 来歴・人物
緑岡高では、内野手だけでなく捕手や外野手の経験もあり、公式戦通算打率は4割を超えていた。
オフ、ドラフト外で横浜大洋ホエールズに入団。一軍公式戦出場のないまま1997年限りで現役を引退。

## 詳細情報

### 年度別打撃成績
- 一軍公式戦出場なし

### 背番号
- 58 （1991年 - 1997年）